# 短瓣香花藤
短瓣香花藤（学名：Aganosma schlechteriana var. breviloba）为夹竹桃科香花藤属海南香花藤的变种。分布在泰国以及中国大陆的广西、贵州、云南等地，生长于海拔200米的地区，一般生于丘陵山地林谷中以及路旁，目前尚未由人工引种栽培。